# St. Gangolf (Wietzen)

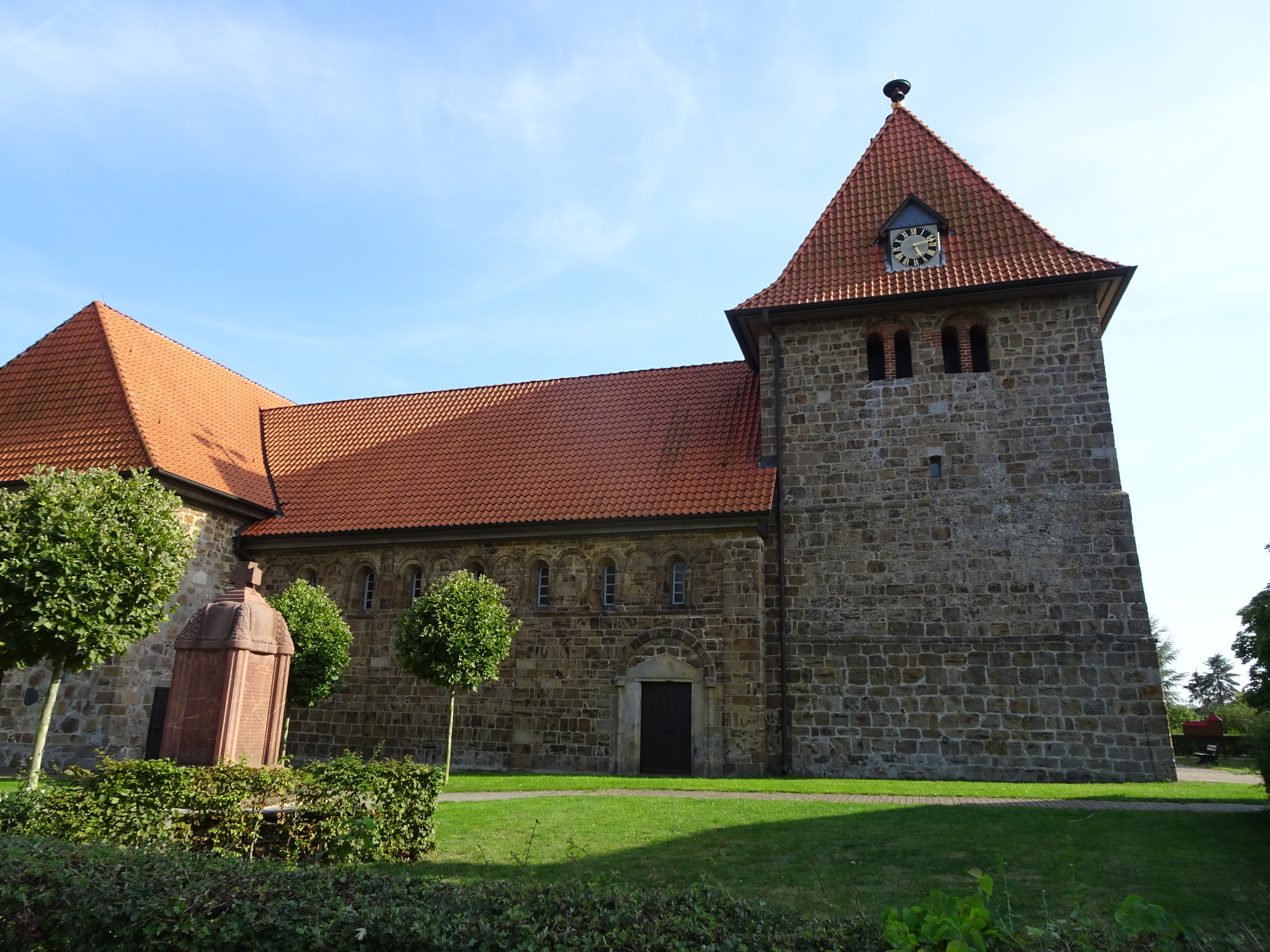
St.-Gangolf-Kirche

Von der evangelischen Kirche St. Gangolf im niedersächsischen Wietzen haben sich aus dem 12. Jahrhundert wesentliche Bauteile erhalten.

## Geschichte
Die Bedeutung von Wietzen hängt mit dem im Umfeld des Ortes gelegenen, inzwischen völlig verschwundenen Stammsitz der Edelherren von Stumpenhusen zusammen. Bei dem aufwändigen und architekturgeschichtlich bemerkenswerten Steinbau des in der Mitte des 12. Jahrhunderts in zwei Phasen errichteten Gotteshauses handelte es sich wohl um die Eigenkirche dieser Adelsfamilie.

## Architektur
Der Grundriss der Saalkirche ist kreuzförmig. An das Langhaus schließt sich ein gedrungener, mächtiger Westturm an, beide wurden sorgfältig aus Portasandsteinquadern aufgerichtet. Voraufgegangen war ein um 1000 errichteter, durch Fundamentreste erschlossener Bau, dessen bis 1830 erhalten gebliebene Ostapsis an die romanischen Teile anschloss, damals ersetzt und 1958 wiederum erneuert wurde. Eine Besonderheit des unten völlig undurchfensterten Langhauses ist die Obergadenzone, deren schmale Rundbogenöffnungen mit zierlich profilierten Blendarkaden abwechseln. Der durch diese Geschlossenheit hervorgerufene wehrhafte Charakter wird noch verstärkt durch den massigen, ungegliederten Turmblock mit seinen meterdicken Mauern, die sich erst knapp unter der Helmtraufe mit kleinen, gekuppelten Schallarkaden öffnen. Am  Westportal befindet sich ein verwittertes, aus dem 12. Jahrhundert stammendes Türsturzrelief mit Kreuzigung, wohl vom Nordportal.
Eingreifende Veränderungen wurden durch Umbauten um 1958 vorgenommen, sie betrafen unter anderem die Ostteile, das Querhauswalmdach, die Einfügung von Stufen im Chor und die stark vergrößerten Querhausfenster.

## Inneres und Ausstattung
Der Innenraum ist ungewölbt und nur spärlich belichtet. Frühgotischer Taufstein mit Kopfkonsolen und -masken. Orgelprospekt von 1958. Im Turm läuten vier Glocken aus den Jahren 1928, 1526, 1928 und der 2. Hälfte des 12. Jahrhunderts. Letztere ist die älteste Glocke im Landkreis Nienburg.